# Mary Pinchot Meyer
Mary Eno Pinchot Meyer (Nova York, Nova York, 14 d'octubre de 1920 – Georgetown, Washington D.C., 12 d'octubre de 1964) era una figura de la societat estatunidenca, pintora, exdona de l’oficial de l'Agència Central d’Intel·ligència (CIA) Cord Meyer i íntima amiga del president dels Estats Units John F. Kennedy. Va ser notable pel seu físic desitjable i les seves habilitats socials. El seu assassinat, dos dies abans del seu 44è aniversari, al barri de Georgetown (Washington DC), durant la tardor del 1964, remouria l'especulació entorn de la presidència i l’assassinat de Kennedy. En la seva biografia del 1988, Nina Burleigh va escriure, "Mary Meyer va ser una dona enigmàtica en la vida, i en la mort, la seva personalitat real s’amaga a la vista."

## Infantesa i joventut
Mary Pinchot era la filla d’Amos Pinchot, un ric advocat i una figura clau del Partit Progressita que havia contribuït a fundar la revista socialista The Masses. La seva mare, Ruth, era la segona dona de Pinchot, una periodista que treballava per a revistes com The Nation i The New Republic. Era també la neboda de Gifford Pinchot, un notable conservacionista i dues vegades governador de Pennsilvània. Mary va créixer a la casa familiar anomenada Grey Towers, a Milford, Pennsilvània, on essent una nena va conèixer intel·lectuals d’esquerres com ara Mabel Dodge, Louis Brandeis, Robert M. La Follette, Sr. i Harold L. Ickes. Va anar a Brearley School i a Vassar College, on es va començar a interessar pel comunisme. Va sortir amb William Attwood el 1938 i mentre estava amb ell va conèixer John F. Kennedy en un ball celebrat a Choate Rosemary Hall.
Va deixar Vassar, es va fer periodista, i va escriure per a United Press i Mademoiselle. Com a membre pacifista de l’American Labor Party, va ser investigada pel Federal Bureau of Investigation (FBI).

## Casament
Pinchot va conèixer Cord Meyer el 1944 quan ell era un tinent al Cos de Marines. Havia perdut l’ull esquerre a causa de les ferides de metralla rebudes en combat a la Segona Guerra Mundial. Ambdós tenien similars idees pacifistes i creien en un govern mundial. Es van casar el 19 d’abril de 1945. Aquella primavera tots dos van assistir a la Conferència de l'Organització Internacional de les Nacions Unides a San Francisco, durant la qual es van fundar les Nacions Unides. Cord hi va anar com a ajudant de Harold Stassen, i Pinchot com a reportera per al servei de sindicació de la premsa. Més tard ella va treballar un temps com a editora per a Atlantic Monthly. El seu fill gran, Quentin, va néixer a finals de 1945, seguit de Michael, el 1947, i després Pinchot es va convertir en una mestressa de casa, tot i que assistia a classes a l’Art Students League de Nova York.
Cord Meyer es va convertir en president dels Federalistes del Món Units al maig de 1947 i en va doblar els membres. Albert Einstein va donar un entusiasta suport a la causa i va recaptar fons. Mary Meyer va escriure per a la revista de l’organització. El 1950 va néixer el seu tercer fill, Mark, i es van traslladar a Cambridge, Massachusetts. Mentrestant, el seu marit es va replantejar les seves idees sobre un govern mundial, ja que membres del Partit Comunista dels EUA s’havien infiltrat a l’organització internacional que ell havia fundat. No se sap quan va començar a treballar secretament amb l'Agència Central d’Intel·ligència (CIA), però el 1951 Allen Dulles es va apropar a Cord Meyer; va esdevenir empleat de la CIA i aviat va ser un "operatiu principal" de l’Operació Mockingbird, una operació encoberta amb la intenció de portar l’opinió nord-americana a la línia de la CIA a través de la premsa escrita i els mitjans de comunicació. Mary podria haver fet algun treball per a la CIA durant aquest temps, però la seva tendència a l'eufòria en afers amorosos sembla que va fer que l’agència fos cautelós amb ella.
Amb el seu marit treballant a la CIA, es van traslladar a Washington DC i es van convertir en membres de la societat de Georgetown. Els seus coneguts incloïen Joseph Alsop, Katharine Graham, Clark Clifford i el reporter del Washington Post, James Truitt conjuntament amb la seva dona, la notable artista Anne Truitt. El seu cercle social també incloïa gent associada a la CIA, com Richard M. Bissell, Jr., l’oficial d’alt rang de la contraespionatge James Angleton i Mary i Frank Wisner, el cap de Meyer a la CIA. El 1953 el senador Joseph McCarthy va acusar públicament Cord Meyer de ser comunista i el FBI va informar que havia investigat el passar polític de Mary. Allen Dulles i Frank Wisner van defensar agressivament Meyer i es va quedar a la CIA. Tot i així, al principi del 1954 el marit de Pinchot Meyer se sentia infeliç amb la seva carrera professional. Va fer servir els contactes de les seves operacions encobertes a l’Operació Mockingbird per temptejar alguns publicistes de Nova York per a una feina, però va ser rebutjat. Durant l'estiu del 1954 John F. Kennedy i la seva dona Jackie Kennedy van comprar una casa prop de la dels Meyer; Pinchot Meyer i Jackie Kennedy es van fer amigues i "anaven a passejar juntes."[citation needed] Al final del 1954, Cord Meyer encara era amb la CIA i sovint a Europa, tirant endavant Radio Free Europe, Radio Liberty i manejant milions de dòlars del govern dels Estats Units a través de tot pel món per donar suport a fundacions i organitzacions aparentment progressistes que s’oposessin a la Unió Soviètica.
Una de les amigues íntimes de Pinchot Meyer i companya de classe de Cicely d'Autremont, que es va casar amb James Angleton. El 1955 la germana de Mary Meyer, Antoinette (Tony) es va casar amb Ben Bradlee de The Washington Post. El 18 de desembre de 1956, el fill mitjà dels Meyer, Michael, va ser atropellat per un cotxe a prop de casa seva i va morir a l'edat de 9 anys. Al maig del 1957 es van vendre la casa on vivien, a Langley i se'n van comprar una altra al cor de Georgetown Encara que aquesta tragèdia va fer que Mary i Cord estiguessin més units durant un temps, Mary va demanar el divorci el 1958.

## Relació amb Kennedy
Pinchot Meyer i els seus dos fills supervivents es van quedar a la casa de la família a Georgetown. Va començar a pintar altra vegada en un garatge adaptat com a estudi a casa de la seva germana Toni i el seu marit, Ben Bradlee. També va començar una relació íntima amb el pintor abstracte i minimalista Kenneth Noland i es va fer molt amiga de Robert Kennedy, que havia comprat la casa al seu germà, Hickory Hill, el 1957. Nina Burleigh en el seu llibre A Very Private Woman escriu que, després del divorci, Mary es va tornar "una ingènua ben educada a la recerca de diversió i ficant-se en problemes durant el camí." "Mary era dolenta," va recordar un amic.
Burleigh sosté que James Angleton va intervenir el telèfon de Mary després que deixés el seu marit. Angleton sovint visitava la casa de la família i portava els seus fills d’excursió, a pescar. Pinchot Meyer visitava John F. Kennedy a la Casa Blanca a l’octubre del 1961 i la seva relació es va fer íntima. Pinchot Meyer va explicar a Ann i James Truitt que es trobaven diàriament.
Mary Pinchot Meyer i John F. Kennedy van tenir "entorn de 30 cites" i almenys un autor ha sostingut que ella va portar marihuana o LSD a gairebé totes aquestes trobades. El gener de 1963, Philip Graham va posar al descobert l’afer Kennedy-Pinchot Meyer en una reunió d’editors de diaris, però la seva declaració no va ser recollida als mitjans de comunicació. Timothy Leary va sostenir més tard que Pinchot Meyer va influir “els punts de vista de Kennedy en el tema del desarmament nuclear i l’aproximació amb Cuba." En una entrevista amb Nina Burleigh, l’ajudant de Kennedy Myer Feldman va dir, "crec que podia haver pensat en ella més que en algunes altres dones i discutit les coses que el preocupaven, no tan sols xafarderies socials." Burleigh va escriure, "Mary podria haver estat realment una força per a la pau durant els anys de més terribles de la guerra freda..."

### Declaracions de Timothy Leary
El 1983, l’antic professor de psicologia de la Universiat de Harvard, Timothy Leary va declarar que a la primavera del 1962, Pinchot Meyer, que, segons la seva biògrafa Nina Burleigh "portava les bones maneres i l'educació com una segona pell", va explicar a Leary que estava prenent part en un pla per evitar la guerra nuclear al món, convencent els membres masculins del poder i l’establishment de Washington perquè prenguessin drogues al·lucinògenes, que presumiblement els farien arribar a la conclusió que la guerra freda no tenia sentit. Segons Leary, Meyer l’havia buscat amb el propòsit d’aprendre com portar a terme les sessions amb LSD amb aquells homes poderosos, incloent-hi el que estava fortament implicat amb ella, el president John F. Kennedy, que aleshores era el seu amant. Segons Leary, Pinchot Meyer va dir que ella havia compartit aquest pla amb almenys set altres amics de la vida social de Washington que tenien punts de vista polítics similars i estaven intentant subministrar LSD a un petit cercle de funcionaris públics de rang elevat. Leary també va declarar que Pinchot Meyer li havia demanat ajuda durant un estat de terror per la seva pròpia vida després de l’assassinat del president Kennedy.
A la seva biografia Flashbacks (1983), Leary declarava que tenia una trucada de Pinchot Meyer molt poc després de l’assassinat de Kennedy, durant la qual ella sanglotava i deia, "No el podien controlar més. Estava canviant massa de pressa... Ho han tapt tot. T’he de venir a veure. Tinc por. Tingues cura.""
Burleigh no treu cap conclusió de si Meyer va participar en sessions amb LSD amb el president Kennedy o altres figures poderoses, però tampoc no desestima les declaracions de Leary. Burleigh confirma que l’ús del LSD per part de Pinchot Meyer, la seva relació amb Leary durant la seva permanència a Harvard, i la seva col·laboració van tenir lloc al mateix temps que la relació íntima de Pinchot Meyer amb el president Kennedy. Burleigh també manifesta que el temps de les visites de Pinchot Meyer a Leary coincideix amb les dates que se sap que Meyer mantenia reunions privades amb Kennedy. Burleigh escriu:
"Les visites de Mary a Timothy Leary durant el temps que també era amant de Kennedy suggereixen que Kennedy sabia sobre drogues al·lucinògenes més del que la CIA podia haver-li explicat. Ningú no ha confirmat mai que Kennedy va provar el LSD amb Mary, però l’època de les seves visites a Timothy Leary coincideix en les seves reunions privades amb el president.
El LSD aleshores era legal als Estats Units, i el seu ús per facilitar tasques artístiques llavors era comú en els cercles socials de Pinchot Meyer.

## Assassinat
El 12 d’octubre de 1964, Pinchot Meyer va acabar de pintar i va anar a fer un passeig al llarg del camí de sirga del canal Chesapeake i Ohio, a Georgetown. El mecànic Henry Wiggins estava intentant reparar un cotxe a Canal Road i va sentir el crit d’una dona, "Que algú m’ajudi, que algú m’ajudi." Wiggins va sentir dos trets de pistola i va córrer cap a un mur baix a la recerca del camí, on va veure "un home negre amb una jaqueta clara, pantalons foscos i gorra fosca, mirant el cos d’una dona blanca."
El cos de Pinchot Meyer tenia dues ferides de bala, una a la part del darrere del cap i l’altra al cos. Un expert forense del FBI va dir més tard "marques fosques a la pell, al voltant de les dues ferides, suggereixen que s’havia disparat molt a prop, possiblement a boca de canó".
Minuts més tard, un home afroamericà anomenat Raymond Crump va ser arrestat a prop de l'escena del crim. No es va trobar mai cap pistola i Crump mai es va relacionar amb cap pistola del tipus utilitzat al crim de Mary Pinchot Meyer. Els reportatges de premsa van descriure el seu antic marit només com a escriptor o oficial del govern i no van esmentar Kennedy, tot i que molts periodistes aparentment estaven al cas que Mary havia estat casada amb un oficial de la CIA de rang elevat i que havia tingut una relació amb Kennedy.
Quan Crump va anar a judici, el jutge Howard Corcoran va dictaminar que la vida privada de Mary Pinchot Meyer no podia ser descoberta a la cort de justícia. Corcoran havia estat nomenat recentment pel president Lyndon Johnson. Dovey Johnson Roundtree també va mantenir silenciades les experiències de Pinchot; i l’advocada de Crump després va declarar que no havia pogut trobar gairebé res sobre la víctima del crim: "Era com si només existís al camí de sirga el dia que va ser assassinada." Crump va ser absolt de tots els càrrecs el 29 de juliol de 1965, i l’assassinat continua sense resoldre’s. Crump es va llançar al que s’ha descrit com una “horrible” vida de delinqüència.

### Diari
Al març de 1976, James Truitt va explicar al National Enquirer que Mary Meyer havia tingut un afer amb Kennedy. Truitt declarava que ella li havia explicat a la seva dona Anne, que portava un diari i li havia demanat que el salvaguardés "si mai li passava res". Anne Truitt, que vivia a Tòquio quan Meyer va ser assassinada, en aquell momrntva trucar a Toni (la germana de Mary) i Ben Bradlee i els va explicar el tema del diari i la seva localització. (Ben Bradlee: "No vam començar a buscar-lo fins a l'endemà al matí, quan Toni i jo vam anar cap a la cantonada, a unes quantes illes de la casa de Mary. Estava tancada, tal com esperàvem, però quan vam ser a dins, hi vam trobar James Angleton, i per a la nostra total sorpresa ens va explicar que ell també estava buscant el diari de Mary.") James Angleton era un oficial d’elevat rang de la CIA i la dona d’Angleton, Cicely, era una altra amiga íntima de Mary Meyer. Els que van llegir el diari indiquen que es confirma l’amistat íntima de Meyer amb Kennedy, però no aporten cap indici que contingui informació sobre el seu assassinat.

### Declaracions posteriors de Cord Meyer sobre l’assassinat
Cord Meyer va deixar la CIA el 1977. A la seva autobiografia, Facing Reality: From World Federalism to the CIA, va escriure, "Vaig quedar satisfet amb les conclusions de la investigació de la policia que Mary havia havia estat víctima d’un assalt amb motivació sexual per part d'un home sol i que l’havien matada en la seva lluita per escapar." Tot i així, la seva antiga assistent personal, Carol Delaney va declarar més tard, "El senyor Meyer no va creure ni per un minut que Ray Crump hagués assassinat la seva dona o que hagués estat un intent de violació. Però, com que era un home de l’Agència, no podia acusar la CIA del crim, encara que l’assassinat tenia totes les aparences d’una neteja de la casa."[citation needed]